# Matías Toneatto
Matías Toneatto (Rosario, Argentina, 13 de noviembre de 1991) es un futbolista argentino que juega de portero.

## Trayectoria
Se inició jugando desde 2004 hasta inicios de 2012 en Tiro Federal de Rosario, en el que formó parte del plantel del que jugo el Torneo Argentino A. En el año 2012 jugó en el equipo de Comunicaciones de Mercedes (Corrientes) en el Torneo Argentino B, dónde fue el guardameta titular del plantel dirigido por los entrenadores Daniel Fagiani y Juan Gómez.
Para el 2013 fue fichado por el Huracán de Goya con el cual disputó el Torneo Argentino B. En el 2015 llegó al Sarmiento de la Banda, en la siguiente temporada tuvo en breve pasó por ADEO de Cañada de Gómez.
En el 2016 fue contratado por el Unión de Aconquija para jugar el Torneo Federal A, en aquel equipo estuvo hasta el 2018 cuándo fue fichado por el Unión de Villa Eloisa.

## Clubes
| Club                  | País      | Año         |
| --------------------- | --------- | ----------- |
| Tiro Federal          | Argentina | 2004 - 2012 |
| Comunicaciones        | Argentina | 2012 - 2014 |
| Huracán de Goya       | Argentina | 2015        |
| Sarmiento de La Banda | Argentina | 2015        |
| ADEO de Cañada        | Argentina | 2016        |
| Unión de Aconquija    | Argentina | 2016 - 2018 |
| Unión de Villa Eloisa | Argentina | 2018        |